# Apeace
Apeace（韓語：에이피스），原名Double B 21（더블비21），為韓國15人男子組合（最初為21人組合），於2010年8月31日發行數位單曲《One》出道。到2011年改名為Apeace，2012年推出單曲《We Are the One-Japanese ver.》在日本出道，同時事業重心轉到日本至今。
Apeace成員分為三個小隊：Lapis5、Jade5與Onyx5，各有五名成員；由曾與H.O.T.、神話和東方神起共事的金慶郁（音譯；）選出及訓練。

## 成員資料
少數成員已正名。
| Apeace現任成員          |                |        |                                                                    |
| 本名                    | 出生日期       | 分隊   | 備註                                                               |
| 金完哲 Kim Wan-chul     | 1992年4月13日  | Lapis5 | 2010年10月加入                                                     |
| 崔時赫 Choi Si-hyuk     | 1997年2月18日  | Lapis5 | 2014年4月加入 2020參加G-EGG選秀節目並以NIK成員活動                 |
| 鄭英旭 Jung Young-uk    | 1995年5月14日  | Lapis5 | 2010年10月加入 2020參加G-EGG選秀節目 2021年7月20日solo出道，藝名UK |
| 河建熙 Ha Geon-hee      | 1991年7月19日  | Jade5  | 2011年2月加入                                                      |
| 金元植 Kim Won-sik      | 1989年7月19日  | Jade5  | 2011年11月加入 2017-2018服兵役已回歸 2020參加G-EGG選秀節目         |
| 崔永源 Choi Young-won   | 1988年5月12日  | Jade5  | 2010年10月加入 2017-2018服兵役已回歸                               |
| J.D 劉載德 Yoo Jae-deok | 1997年8月27日  | Jade5  | 2013年4月加入                                                      |
| 洪聖浩 Hong Sung-ho     | 1991年9月15日  | Onyx5  | 2011年2月加入 2020-2021服兵役已回歸                                |
| 尹雋植 Yun Jun-sik      | 1993年3月6日   | Onyx5  | 2013年4月加入                                                      |
| 宋勝赫 Song Seung-hyuk  | 1991年7月30日  | Onyx5  | 2013年4月加入                                                      |
| 池賢成 Ji Hyun-sung     | 1989年12月2日  | Onyx5  | 2011年2月加入 2015-2017服兵役已回歸                                |
| 金真祐 Kim Jin-woo      | 1992年10月12日 | Onyx5  | 2011年2月加入 2015-2017服兵役已回歸                                |
| Apeace離開成員          |                |        |                                                                    |
| 本名                    | 出生日期       | 分隊   | 備註                                                               |
| 金昇亨 Kim Seung-hyung  | 1992年7月11日  | Lapis  | 2013年4月23日離開                                                  |
| 文秉勛 Mun Byeong-hun   | 1990年6月6日   | Lapis  | 2014年6月30日離開                                                  |
| 許昌佑 Heo Chang-woo    | 1992年4月2日   | Lapis  | 2014年6月30日離開                                                  |
| 孫宥昶 Son Yu-chang     | 1987年12月21日 | Jade   | 2011年11月28日離開                                                 |
| 金升焕 Kim Seung-hwan   | 1994年1月1日   | Jade   | 2013年4月23日離開                                                  |
| 俞東鎬 Yoo Dong-ho      | 1985年2月25日  | Jade   | 2014年6月30日離開                                                  |
| 朴在源 Park Jae-won     | 1986年12月17日 | Jade   | 沒有確切離開時間                                                   |
| 金東熙 Kim Doo-hee      | 1991年5月1日   | Jade   | 沒有確切離開時間                                                   |
| 李聖佑 Lee Sung-woo     | 1989年8月8日   | Onyx   | 2011年11月28日離開                                                 |
| 鄭浩英 Jeong Ho-young   | 1992年2月19日  | Onyx   | 2013年4月23日離開                                                  |
| 李珉恩 Lee Myung-eun    | 1991年6月26日  | Onyx   | 2014年3月1日離開                                                   |
| 李泰宇 Lee Tae-woo      | 1991年6月26日  | Onyx   | 2014年6月30日離開                                                  |
| 吳世賢 Oh Se-hyeon      | 1994年3月8日   | Lapis  | 2010年10月加入 2018年8月離開                                       |
| 閔真弘 Min Jin-hong     | 1993年10月24日 | Lapis  | 2015年3月起暫停活動 休養期間出任舞台顧問                           |
| 黃斗煥 Hwang Du-hwan    | 1994年1月30日  | jade   | 2010年10月加入 2018年8月離開 原為XING組合5期生                     |

## 音樂作品
| 數位單曲 - 1st《One》（2010年8月31日） - 2nd《SOS》（2010年11月14日） 迷你專輯 - 1st《We Are the One》（2011年9月7日） | 日語單曲 - 1st《》（2012年3月14日） - 2nd《X.O.X.O～懷抱夢想/ Never too late（X.O.X.O～夢を抱いて/ Never too late）》（2013年2月13日） - 3rd《》（2013年10月16日） - 4th《》（2014年4月30日） - 5th《》（2015年11月18日） - 6th《你的禮物（君というプレゼント）》（2016年3月23日） - 7th《》（2016年8月24日） - 8th《CHANGE my LIFE / 看似無盡的道路...（CHANGE my LIFE / どこまでも続く道を...）》（2017年3月22日） - 9th《》（2017年12月13日） - 10th《》（2019年1月23日） - 11th《》（2019年11月20日） - 12th《》（2020年3月25日） - 13th《》（2020年9月30日） - 14th《》（2020年12月23日） 日語專輯 - 1st《》（2012年9月26日） - 2nd《》（2014年12月24日） - 3rd《》（2018年8月29日） 日語精選輯 - 1st《》（2015年10月21日） |

## 外部連結
- Apeace日本官方網站
- Apeace的X（前Twitter）